# Granuloma inguinal
Granuloma inguinal ou donovanose é uma infecção sexualmente transmissível ocasionada pela bactéria gram-negativa Klebsiella granulomatis (anteriormente denominada Donovania graulomatis e posteriormente Calymmatobacterium granulomatis). Caracteriza-se pela presença de úlceras genitais.
Trata-se de afecção endêmica em áreas subdesenvolvidas como Índia, Sudeste Asiático, sul da África,América do Sul,Caribe e Oceania.

## Sinais e sintomas

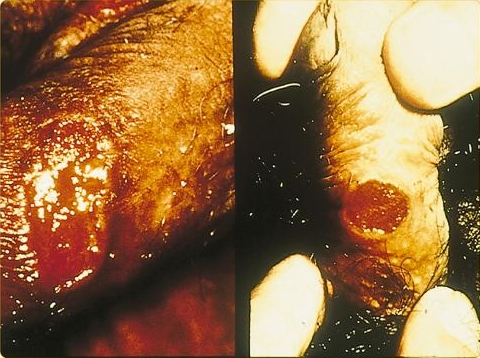
Úlceras genitais

A maioria das pessoas infectadas desenvolve os primeiros sintomas em 1 a 6 semanas após a exposição. No entanto, o período de incubação pode variar de 6 a 12 meses.
Após a inoculação, desenvolvem-se um ou mais granulomas subcutâneos indolores, que aumentam de tamanho e necrosam, levando a úlceras indolores, de base limpa e bordas bem demarcadas que podem sangrar. Pode afetar um ou mais gânglios linfáticos inguinais.
Cerca de 6% das lesões são extragenitais. Podem afetar o cólon, boca, faringe, olhos ou ossos.

## Diagnóstico
A K. granulomatis é de difícil isolamento em meios de cultura. Dessa forma, firma-se o diagnóstico através obtenção de material da úlcera e visualização dos corpúsculos de Donovan na microscopia, que correspondem às bactérias no interior dos macrófagos.
Todas pessoas diagnosticadas com granuloma inguinal devem fazer exame de outras DSTs comuns como sífilis, HIV, herpes e HPV mesmo que não apresentem sintomas dessas doenças, pois elas podem estar em sua fase assintomática.

## Tratamento
Diversos antibióticos diferentes podem ser usados eficazmente contra a Klebsiella granulomatis :
- Azitromicina 1g oral, uma vez por semana, ou 500mg diários até a úlcera desaparecer (Recomendado)
- Eritromicina 500 mg por via oral quatro vezes ao dia por pelo menos 3 semanas e até que todas as lesões tenham cicatrizado completamente
- Doxiciclina 100 mg por via oral duas vezes ao dia por pelo menos 3 semanas até que todas as lesões tenham cicatrizado completamente
- Ciprofloxacino 750 mg por via oral duas vezes ao dia por pelo menos 3 semanas e até que todas as lesões tenham cicatrizado completamente. Pode ser usado por grávidas.
- Cotrimoxazol 160 mg+800mg por via oral duas vezes ao dia por pelo menos 3 semanas e até que todas as lesões tenham cicatrizado completamente

Todas os parceiros sexuais devem ser avisados, examinados e fazer exame de doenças sexualmente transmissíveis. 
Se o primeiro ATB não dá resultados na primeira semana se pode combinar com gentamicina 1 mg/kg IV cada 8h.

## Histórico
A primeira descrição da doença data de 1882 em Madra, Índia. Em 1905, o médico irlandês Charles Donovan descreveu a presença de microorganismos intracelulares no material de úlceras, sendo a doença denominada donovanose em homenagem a ele.